# Автофікшен
Автофікшн — літературний жанр, що народився на перетині автобіографії та художньої літератури. Автофікшн утворився на перетині кількох напрямків: автобіографія, щоденникові нотатки, спогади, есе, документальний жанр. Термін «автофікшн» з'явився у сімдесятих у Франції. Його запропонував письменник Серж Дубровський.
Автофікшн поєднує дві взаємно неузгоджені форми оповіді, а саме автобіографію та фантастику. Автор може вирішити розповісти про своє життя від третьої особи, змінити важливі деталі та персонажів, використовуючи вигадані сюжети та вигадані сценарії з персонажами з реального життя на службі пошуку себе. Таким чином, цей жанр схожий з романом виховання.
Автофікшн — це жанр літератури, який включає, серед іншого, новий наратив.
У 2022 р. Анні Ерно французька письменниця, професорка літератури, яка пише в жанрі автофікшен отримала Нобелівську премію з літератури.